# アフターマス (映画)
『アフターマス』（Aftermath）は、2017年にアメリカ合衆国で公開されたドラマ映画。2002年7月に起きたユーバーリンゲン空中衝突事故後に発生した殺人事件を題材にした作品である。監督はエリオット・レスター、主演はアーノルド・シュワルツェネッガーが務めた。

## ストーリー
工事現場で働くローマン・メルニックはニューヨークから自分に会いに来る妻子を空港で迎えるために、仕事を早退した。愛する家族との再会を待ちわびていたローマンの元に、2人が乗る飛行機が上空で衝突事故を起こしたとのニュースが飛び込んできた。しばし呆然と立ち尽くしたローマンだったが、事故を未然に防げなかった管制官への怒りが沸々と湧いてきた。
そのしばらく前。管制官のジェイコブ・ボナノス（ジェイク）は飛行機2便がレーダーから消失したのを見て混乱していた。目の前のデータを検討した結果、両機が衝突して墜落してしまったという結論に至ったジェイクは顔面蒼白となった。事故調査委員会はジェイクの法的責任を問わなかったが、彼は自分を責め続けた。時が経つにつれて、ジェイクの苦痛は和らいでいったが、その間に家族との関係はすっかり冷え切ってしまった。また、ジェイクは事故に関することを一切他人に語ろうとはしなかった。
衝突事故によって亡くなったのは271人であった。ローマンはボランティアとして墜落事故現場の整理に携わり、そこで娘のブレスレットと2人の遺体を回収した。家族を失った悲しみから、ローマンは自宅に引きこもるようになった。そんな彼の元をジャーナリストのテッサが訪ねてきた。テッサは「事故についての本を書くために、貴方のお話を伺いたい。」と言ってきた。しかし、ローマンは彼女に何も語ろうとはしなかった。テッサはローマンの取材を半ば諦めたが、僅かな望みをかけて、彼の家に自分がこれまでに執筆した記事の抜き刷りを置いて帰った。
法的に責任を問われることこそなかったが、世間はジェイクを糾弾した。弁護士は「貴方とその家族の安全のためにも、別の州へ引っ越して名前を変えるべきだ」とジェイクにアドバイスした。その頃、ローマンは飛行機会社の顧問弁護士と面談していた。弁護士は慰謝料を払うと申し出たが、ローマンは「会社からの謝罪がないのに、私はこのお金を受け取るわけにはいかん」と突っぱねた。
衝突事故から1年後。ローマンは別の街で再び大工として働き始めていた。事故の慰霊式典に参加したローマンはテッサと再会した。ローマンは彼女に「管制官だったあの男は今どこで何をしているのか」と尋ねた。テッサはローマンの質問に答えることを躊躇したが、最終的には、ジェイクの職業と改名後の名前を教えてしまった。このとき、テッサは自分の行動が殺人事件に発展するなどとは思ってもいなかった。

## キャスト
※括弧内は日本語吹替
- ローマン・メルニック - アーノルド・シュワルツェネッガー（玄田哲章）
- ジェイコブ・ボナノス（ジェイク） - スクート・マクネイリー（北島善紀）
- クリスティーナ - マギー・グレイス（井上カオリ）
- マット - グレン・モーシャワー（仲台吉一）
- ロバート - マーティン・ドノヴァン（関口雄吾）
- テッサ・コルベット - ハンナ・ウェア（高橋春香）
- イヴ・サンダース - マリアナ・クラヴェーノ（英語版）
- ジョン・ガリック - ケヴィン・ゼガーズ
- ジェームズ・ガリック - ラリー・サリヴァン（英語版）
- 管制官 - テリ・クラーク・リンデン（英語版）

## 製作
2015年6月23日、アーノルド・シュワルツェネッガーが『478』というタイトルの映画で主演を務めることになったという報道があった。11月4日、エリオット・レスターが本作の監督に起用されると報じられた。11月に開催されたアメリカ・フィルム・マーケットで本作の配給権が世界各国の会社に販売された。12月24日、マリアナ・クラヴェーノが本作に出演するとの報道があった。
本作の主要撮影は12月6日にオハイオ州コロンバスで始まる予定だったが、実際に始まったのは12月14日であった。撮影は2016年1月中旬には終了していた。

## 評価

### 批評家からの評価
本作に対する批評家の評価は芳しいものではない。映画批評集積サイトのRotten Tomatoesには41件のレビューがあり、批評家支持率は39%、平均点は10点満点で5.2点となっている。また、Metacriticには13件のレビューがあり、加重平均値は44/100となっている。

### 事件関係者からの評価
ローマン・メルニックのモデルとなったヴィタリー・カロエフは本作が事実を歪曲していると批判している。劇中のメルニックと違い、カロエフは飛行機会社や管制官からの謝罪、及び世間の同情を一切求めなかったのだという。カロエフは「ただ正義を実現しようとしていただけだ」と語っている。また、カロエフによると、事故が発生したときの管制官は良心の呵責を一切感じていなかったように見えたのだという。